# Trg Campo de' Fiori
Trg Campo de' Fiori (italijanska izgovorjava: [kampo de ˈfjoːri], dobesedno "cvetlično polje") je pravokoten trg južno od trga Piazza Navona v Rimu v Italiji, na meji med rione Parione in rione Regola. Diagonalno je jugovzhodno od Palazzo della Cancelleria in en blok severovzhodno od Palazzo Farnese. Campo de' Fiori v prevodu iz italijanščine pomeni "cvetlično polje". Ime sega v srednji vek, ko je bilo območje travnik.

## Zgodovina
V starem Rimu je bilo območje neizkoriščen prostor med Pompejevim gledališčem in k poplavi nagnjeni Tiberi. Čeprav so se Orsini v 13. stoletju uveljavili na južnem robu prostora, je trg ostal nerazvit. Prva cerkev, Santa Brigida a Campo de' Fiori, je bila zgrajena v času pontifikata Bonifacija IX. (1389–1404) v neposredni bližini; z izgradnjo okrožja (rione) se je cerkev zdaj soočila s tistim delom nekdanjega trga, ki je danes Piazza Farnese. Leta 1456 je pod vodstvom papeža Kalista III. Ludovico kardinal Trevisani območje tlakoval kot del velikega projekta za izboljšanje okrožja Parione. Ta prenova je bila rezultat in vzrok več pomembnih stavb, ki so bile zgrajene v okolici; zlasti je bila obnovljena palača Orsini na Campo de' Fiori. Renesančno palačo della Cancelleria, ki se veličastno dviga čez skrajni desni kot trga, je mogoče videti v Vasijevi jedkanici.
Campo de' Fiori nikoli ni bil arhitekturno formaliziran. Trg je vedno ostal v središču komercialne in ulične kulture: okoliške ulice se imenujejo po trgovinah: Via dei Balestrari (izdelovalci samostrelov), Via dei Baullari (izdelovalci zabojev), Via dei Cappellari (izdelovalci klobukov), Via dei Chiavari (izdelovalci ključev) in Via dei Giubbonari (krojači). Z novimi dostopnimi ulicami, ki jih je postavil Sikst IV. - Via Florea in Via Pellegrino – je trg postal del Via papale ("papeževe ceste"), ulice, ki povezuje baziliko sv. Janeza v Lateranu in Vatikan, po njej pa je prečkal papež po izvolitvi med tako imenovano Cavalcata del possesso, ko je iz Vatikana prišel v Lateran, da bi prevzel mesto. Ta urbani razvoj je na to območje prinesel bogastvo: dvakrat tedensko (v ponedeljek in soboto) je potekala cvetoča tržnica konj, v Campo de' Fiori pa so prišle številne gostilne, hoteli in trgovine. Najbolj znana med njimi, Taverna della Vacca ("kravja gostilna"), še vedno stoji na jugozahodnem vogalu trga, na začetku Via de' Cappellari. Pripadala je Vannozzi dei Cattanei, najbolj znani ljubici Aleksandra VI. Borgia, katerega družinski pečat je še vedno viden na fasadi hiše.
Usmrtitve so bile na Campo de' Fiori nekoč javne. 17. februarja 1600 je bil zaradi krivoverstva živ zažgan filozof Giordano Bruno, vsa njegova dela pa je Kongregacija za nauk vere postavila na Indeks prepovedanih knjig (Index Librorum Prohibitorum). Leta 1889 mu je Ettore Ferrari posvetil spomenik na mestu smrti: stoji kljubovalno obrnjen proti Vatikanu in je v prvih dneh združene Italije veljal za mučenika svobodne misli. Napis na dnu se glasi: A BRUNO - IL SECOLO DA LUI DIVINATO - QUI - DOVE IL ROGO ARSE (Brunu – stoletje, ki ga je napovedal – tukaj, kjer je gorela grmada). Na tem trgu so leta 1624 zažgali tudi telo teologa in znanstvenika Marca Antonia de Dominisa, dalmatinskega duhovnika, splitskega nadškofa in primasa Dalmacije in vse Hrvaške.
Poleg ljudi je Sveti urad na Campo de' Fiori zažgal Talmud; požiganje knjig je potekalo 9. septembra 1553, prvi dan judovskega novega leta Roš hašana. Plošča v spomin na ta incident je bila leta 2011 pritrjena na tržno ulico v Campo de' Fiori (zamisel o spominu na ta dogodek je navdihnil spomenik Giordanu Brunu). Na plošči je naveden talmudski opis mučeništva rabina Hananije ben Teradiona, ki je bil zažgan živ, zavit v zvitek Tore; navaja tudi Sha'ali Serufah ba-Esh, žalostinko Meira iz Rothenburga, napisano po tem, ko je leta 1242 v Parizu zažgal tovor talmudskih rokopisov.
Z rušenjem stanovanjskega bloka leta 1858 se je Campo de' Fiori razširil, od leta 1869 pa je tam delovala dnevna tržnica z zelenjavo in ribami, ki je bila prej na Piazza Navona. Starodavni vodnjak za govedo, znan kot la Terrina (jušna skleda), je bil postavljen leta 1889 in nadomeščen s kopijo, ki se zdaj uporablja za ohranjanje svežega rezanega cvetja. Njegov napis: FA DEL BEN E LASSA DIRE ("Naredi dobro in pusti, da govorijo") ustreza tračarski naravi tržnice. Popoldne se lokalne nogometne igre umaknejo kavarnam na prostem.
Ponoči je Campo de' Fiori stičišče turistov in mladih iz celega mesta. V letih po 2000 je postalo eno najnevarnejših nočnih mest v mestu zaradi napadov in prepirov pijanih turistov in nogometnih navijačev: